# Foch (métro de Lyon)
Pour les articles homonymes, voir Foch (homonymie).
Foch est une station de métro française de la ligne A du métro de Lyon, située cours Franklin-Roosevelt au croisement avec l'avenue Foch dans le 6e arrondissement de Lyon, préfecture de la région Auvergne-Rhône-Alpes.
Elle est mise en service en 1978, lors de l'ouverture à l'exploitation de la ligne A.

## Situation ferroviaire
La station Foch est située sur la ligne A du métro de Lyon, entre les stations Hôtel de Ville - Louis Pradel et Masséna.

## Histoire
La station « Foch », est mise en service le 2 mai 1978, lors de l'ouverture officielle de l'exploitation de la ligne A du métro de Lyon, de la station de Perrache à celle de Laurent Bonnevay - Astroballe.
Elle est construite, comme la ligne, dans un chantier à ciel ouvert cours Franklin-Roosevelt au croisement avec l'avenue Foch. Elle est édifiée suivant le plan général type de cette première ligne, deux voies encadrées par deux quais latéraux de 70 mètres de longueur et larges de 3 mètres chacun,. Il n'y a pas de personnel, des automates permettent l'achat et d'autres le compostage des billets.
En 2003, elle est équipée d'ascenseurs pour les personnes à mobilité réduite, et le 20 juillet 2006 des portillons d'accès sont installés dans les entrées.
La décoration a été modifiée à partir des années 1990 : le bandeau-caisson orange a été repeint en gris, tandis que les sièges n'ont été repeints que bien plus tardivement en 2014, passant du marron foncé au gris.
En 2025, la station fait l’objet d’une rénovation, au même titre que la station République. À cette station, il régnera désormais une ambiance noire et blanche dépressive avec des représentations de personnages, le tout relevé par quelques tons de jaune.

## Service des voyageurs

### Accueil
La station compte quatre accès, deux par sens de part et d'autre du cours Franklin-Roosevelt, au nord pour la direction de Vaulx-en-Velin - La Soie et au sud pour la direction Perrache. Elle dispose dans chacun des accès de distributeur automatique de titres de transport et de valideurs couplés avec les portillons d'accès.

### Desserte
Foch est desservie par toutes les circulations de la ligne.

### Intermodalité
La station est desservie par deux lignes du réseau Transports en commun lyonnais (TCL), les lignes de bus C5 et 27, à l'arrêt Foch - Roosevelt Métro.
Outre les rues et places avoisinantes, elle permet de rejoindre à pied différents sites, notamment : la place du Maréchal-Lyautey et le lycée Édouard-Herriot et dessert le 6e arrondissement.